# سانت أليسيو سيكولو

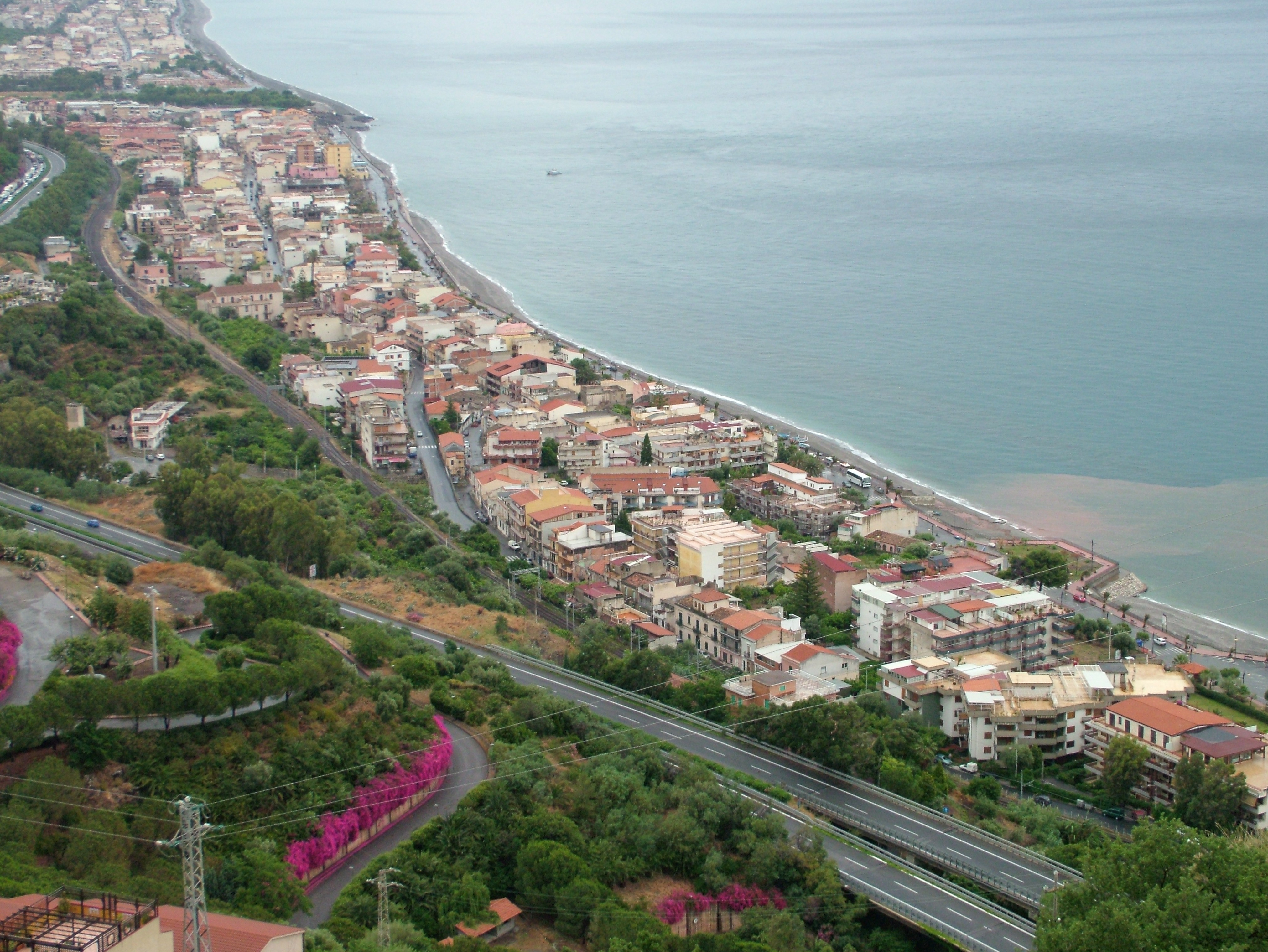
سانت أليسيو سيكولو

سانت أليسيو سيكولو (بالصقلية:Sant'Alessiu Sìculu) هي بلدية في مقاطعة ميسينا في صقلية الإيطالية، تقع على بعد حوالي 180 كم شرق باليرمو وحوالي 35 كم جنوب غرب ميسينا.
نقطة الجذب الرئيسية هي القلعة التي بناها الإمبراطور البيزنطي ألكسيوس الأول كومنينوس في حربه ضد النورمان والعرب الذين حكموها أيضاً.

## السكان
في سنة 1861 بلغ عدد السكان 407 نسمة، وتطور العدد ليصل في سنة 2011 لـ 1٬497 نسمة.
يظهر هذا المخطط البياني تطور النمو السكاني لـ سانت أليسيو سيكولو